# Matej Trusa
Matej Trusa (ur. 29 listopada 2000 w Michalovcach) – słowacki piłkarz występujący na pozycji środkowego napastnika w czeskim klubie Viktoria Pilzno. Wychowanek Zemplínu Michalovce. Młodzieżowy reprezentant Słowacji.